# Black Sea Arena
Black Sea Arena (gruz. ბლექ სი არენა) – hala widowiskowo-sportowa zlokalizowana w Szekwetili w regionie Gurii w Gruzji, około 40 km od Batumi.

## Historia
Budowa areny rozpoczęła się w 2008 z inicjatywy fundacji Kartu a koszt budowy wyniósł 93 miliony dolarów. Otwarcie areny nastąpiło 31 lipca 2016, podczas koncertu Christiny Aguilery. Projektantem hali jest niemieckie przedsiębiorstwo Drei Architekten. W 2020 hala otrzymała nagrodę German Design Award.
W hali swoje koncerty mieli wykonawcy tacy jak: Elton John, Aerosmith, Black Eyed Peas, Thirty Seconds to Mars, OneRepublic i Jessie J.